# Karen Scavotto
Karen Patricia Scavotto (Danbury, 17 de abril de 1982) es una deportista estadounidense que compitió en tiro con arco, en la modalidad de arco recurvo.
Ganó una medalla de plata en el Campeonato Mundial de Tiro con Arco en Sala de 2001, en la prueba de equipo. Participó en los Juegos Olímpicos de Sidney 2000, ocupando el quinto lugar en la misma prueba.

## Palmarés internacional
| Campeonato Mundial en Sala | Campeonato Mundial en Sala | Campeonato Mundial en Sala | Campeonato Mundial en Sala |
| Año                        | Lugar                      | Medalla                    | Prueba                     |
| -------------------------- | -------------------------- | -------------------------- | -------------------------- |
| 2001                       | Florencia (Italia)         | Medalla de plata           | Equipo                     |